# Spiralix rayi
Spiralix rayi е вид коремоного от семейство Moitessieriidae.

## Разпространение
Видът е разпространен във Франция.